# Ноблтон (Флорида)
Ноблтон (енгл. Nobleton) насељено је место без административног статуса у америчкој савезној држави Флорида.

## Демографија
По попису из 2010. године број становника је 282, што је 122 (76,3%) становника више него 2000. године.
| Група             | 2000.       | 2010.       |
| Белци             | 157 (98,1%) | 253 (89,7%) |
| Афроамериканци    | 0 (0,0%)    | 2 (0,7%)    |
| Азијати           | 0 (0,0%)    | 1 (0,4%)    |
| Хиспаноамериканци | 3 (1,9%)    | 16 (5,7%)   |
| Укупно            | 160         | 282         |